# Vanessa Reiss
Carla Vanessa Reiss Rendić (1968) es una  periodista y conductora chilena.

## Carrera profesional
Trabajó en el canal de TV La Red, siendo la conductora de un programa al mediodía. Fue panelista durante el año 2004, del exitoso programa de televisión Acoso textual de Canal 13, también conductora del mismo programa, cuando los panelistas eran hombres, y mujer la invitada.
Su programa de radio El cantagallo fue sacado del aire de la Radioactiva.

## Trayectoria

### Televisión
- Ruta 68 (UCV Televisión 2000-2001) - Conductora
- Fuera de control (Canal 13, 1999) - Judy (Participación especial)
- Acoso Textual (Canal 13, 2004) - Acosadora (Panelista)
- Acoso textual, el otro sexo (Canal 13, 2004) - Conductora
- Acoso nocturno (Canal 13, 2004) - Acosadora (Panelista)
- Acoso Textual (Canal 13, 2004) - Acosadora (Panelista)
- Acoso textual, frente a frente (Canal 13, 2004) - Acosadora (Panelista)

### Radio
- La Locomotora (Radioactiva, 1997-2004)
- La Locomotora (Bésame Radio Chile, 2004-2007)
- El cantagallo (Radioactiva, 2008)